# El hombre que amaba los platos voladores
El hombre que amaba los platos voladores és una pel·lícula de comèdia dramàtica surrealista argentina de 2024 dirigida per Diego Lerman. Narra la història d'un periodista que presenta una recerca periodística absurda sobre la vida extraterrestre, però que aviat no trigarà a notar-se la falta de credibilitat del seu treball. És protagonitzada per Leonardo Sbaraglia, Sergio Prina, Osmar Núñez, María Merlino i Renata Lerman.
La pel·lícula es va estrenar mundialment el 24 de setembre de 2024 durant el Festival Internacional de Cinema de Sant Sebastià, mentre que la seva estrena a les sales de cinemes de l'Argentina va ser el 26 de setembre de 2024 abans de ser llançada a Netflix el 18 d'octubre d'aquest mateix any.

## Argument
Ambientada en la dècada dels vuitanta, segueix la història de José de Zer, un periodista que va irrompre en la televisió argentina pels seus informes sobre els fenòmens extraterrestres generant impressionants nivells en els índexs d'audiència. El següent pas de José és emprendre un viatge al costat del seu camerògraf de confiança Chango per a cobrir l'aparició d'un misteriós cercle marcat en un pasturatge situat en un poble petit del nord argentí.

## Repartiment
- Leonardo Sbaraglia com a José de Zer
- Sergio Prina com a Carlos «Chango» Torres
- Osmar Núñez com a Saporitti
- Renata Lerman com a Marti de Zer
- María Merlino com a Roxy
- Agustín Rittano com a Sixto Schiaffino
- Paula Grinszpan com a Alicia
- Eva Bianco com a Isadora López Cortese
- Elena Guerrero Burri com a Elena
- Julio César Olmedo com a Gutiérrez
- Norman Briski com a «Checho»
- Mónica Ayos com a Mónica
- Daniel Aráoz com a Recabarren
- Eduardo Rivetto com a Pedro Echevarriaza
- Guillermo Arengo com a Dr. Domenech
- Rafael José Piussi com a «Pocho»
- Jorge Eduardo Sosa com a Cáceres
- Leonardo Maraval com a Arturo

## Recepció

### Comentaris de la crítica
La pel·lícula va rebre ressenyes favorables per part dels crítics. Pablo O. Scholz de Clarín va assenyalar que «Lerman es recolza en qui va triar per a interpretar al periodista televisiu. I el bé que fa, perquè Leonardo Sbaraglia es devora la pel·lícula». Luis Martínez d' El Mundo va destacar que «Diego Lerman torna a sorprendre» i «tracta d'oferir una crònica d'alè realista sobre una mesquinesa entre molt còmica i molt tràgica».
En una ressenya perABC, Oti Rodríguez Marchante va escriure que es tracta de «una història condimentada amb diverses espècies, la més potent la d'un humor entranyable» i va agregar que el film «té una clara adreça, encara que també un sentit alguna cosa zigzaguejant, la qual cosa et permet gaudir-la en la seva lògica i en la seva incoherència».

### Premis i nominacions
| Lista de premios y nominaciones | Lista de premios y nominaciones                   | Lista de premios y nominaciones | Lista de premios y nominaciones | Lista de premios y nominaciones | Lista de premios y nominaciones |
| Any                             | Organització                                      | Categoria                       | Nominat/a(s)                    | Resultat                        | Ref(s)                          |
| ------------------------------- | ------------------------------------------------- | ------------------------------- | ------------------------------- | ------------------------------- | ------------------------------- |
| 2024                            | Festival Internacional de Cinema de Sant Sebastià | Conquilla d'Or                  | Diego Lerman                    | Nominat                         | [ 10 ]                          |
| 2024                            | Premis Cóndor de Plata                            | Millor actor                    | Leonardo Sbaraglia              | Nominat                         | [ 11 ]                          |
| 2024                            | Premis Cóndor de Plata                            | Millor direcció d'art           | Marcelo Chaves                  | Nominat                         | [ 11 ]                          |
| 2024                            | Premis Cóndor de Plata                            | Millor dissey de vestuari       | Pheonia Veloz y Valentina Bari  | Nominat                         | [ 11 ]                          |
| 2024                            | Premis Cóndor de Plata                            | Millor música original          | José Villalobos                 | Nominat                         | [ 11 ]                          |
| 2024                            | Premis Cóndor de Plata                            | Millor direcció de càsting      | Verónica Souto                  | Nominat                         | [ 11 ]                          |
| 2024                            | Premis Cóndor de Plata                            | Millor so                       | Leandro de Loredo               | Nominat                         | [ 11 ]                          |